# Colletes vachali
Colletes vachali är en biart som beskrevs av Jörgensen 1912. Colletes vachali ingår i släktet sidenbin, och familjen korttungebin. Inga underarter finns listade i Catalogue of Life.